# Kameanka, Nova Odesa
Kameanka (în ucraineană Кам'янка) este un sat în comuna Novosafronivka din raionul Nova Odesa, regiunea Mîkolaiiv, Ucraina.

## Demografie
Componența lingvistică a localității Kameanka
     Ucraineană (78,82%)
     Rusă (18,82%)
     Română (2,35%)
Conform recensământului din 2001, majoritatea populației localității Kameanka era vorbitoare de ucraineană (78,82%), existând în minoritate și vorbitori de rusă (18,82%) și română (2,35%).